# Rotsethorntunnel
Der Rotsethorntunnel ist ein einröhriger Straßentunnel zwischen Volda und Løviknes in der Kommune Volda der Provinz Møre og Romsdal. Der Tunnel ersetzte in zwei Abschnitten einen besonders lawinengefährdeten Bereich des Riksvei 651. Ursprünglich führte er bis Greifsneset und war 2176 m lang (Eröffnung: 19. Juni 1999). Am 5. Dezember 2002 begannen die Arbeiten für die Verlängerung bis Løviknes. Die Neueröffnung fand am 28. Mai 2004 statt. Das Tunnelportal bei Greifsneset blieb erhalten.
Der Tunnel im Verlauf des Europastraße 39 ist 3962 m lang.